# Unité des Communes valdôtaines Grand-Paradis
L'Unité des Communes valdôtaines Grand-Paradis , denominata fino al giugno 2015 Comunità montana Grand-Paradis (in francese Communauté de montagne Grand-Paradis), è un comprensorio montano che unisce i comuni della Val di Cogne, della Valsavarenche, della Val di Rhêmes e della Valgrisenche. Inoltre estende la sua competenza anche su una parte della valle centrale lungo la Dora Baltea.

## Nome
Prende il nome dal Gran Paradiso, monte che domina le valli aderenti alla comunità montana.

## Scopo
Il suo scopo principale è quello di favore lo sviluppo delle valli nella salvaguardia del patrimonio ambientale e culturale proprio.

## Attività
Negli anni si è concentrata soprattutto sulle seguenti attività:
- salvaguardia degli alpeggi
- sviluppo del turismo, compreso quello religioso

## Sede
La sede è situata nel comune di Villeneuve.

## Comuni
Ne fanno parte i Comuni di Aymavilles, Arvier, Avise, Cogne, Introd, Saint-Pierre, Rhêmes-Saint-Georges, Rhêmes-Notre-Dame, Saint-Nicolas, Sarre, Villeneuve, Valgrisenche e Valsavarenche.